# San Martín (California)
San Martín es un lugar designado por el censo y un área no incorporada en el condado de Santa Clara, California, Estados Unidos. La comunidad ha estado considerando incorporarse en una ciudad o pueblo desde el 2004, pero no se había tomado ningunas medidas oficiales antes de fin de 2009. 
Al igual que sus vecinas Morgan Hill y Gilroy, San Martín es un gran productor de ajos y setas. También es la sede del "Museo de la Historia de la Aviación", que administrado por voluntarios está situado al lado de aeropuerto del sur del condado de Santa Clara.

## Geografía
San Martín está ubicado en 37°05′16″N 121°36′00″O / 37.08778, -121.60000 (37.087746, -121.600020). Se encuentra a aproximadamente 48 km (30 mi) el sur de San José, 11 km (7 mi) al norte de Gilroy, y 24 km (15 mi) tierra adentro desde la costa del océano Pacífico. Se encuentra en una extensión ondulada de 6 km de ancho (4 millas) el sur del valle de Santa Clara, está delimitado por la sierra de Santa Cruz al oeste y el Monte Diablo por el este.
San Martín se encuentra a un altura de 86 m (282 ft) sobre el nivel del mar.
Según el censo United States Census Bureau, el CDP tiene un área total de 5.5 millas cuadradas (14.3 km²), todos ellos de tierra.

## Clima
Debido a la influencia de moderación del Océano Pacífico, San Martín disfruta de un clima suave, mediterráneo. Gama de temperaturas de un máximo medio del pleno verano de 90.2 °F (32.3 °C) a un punto bajo medio del pleno invierno de 33.6 °F (0.9 °C). La precipitación anual media es 480 milímetros (18.9 en), y los meses del verano son típicamente secos. Las nevadas son raras, alrededor de una vez cada 20 años, y son ligeras y de breve duración cuando ocurren. Los meses del verano están caracterizados por la niebla costera que llega del océano alrededor de 10 p. m. y disipa la mañana siguiente a las 10 a. m.. Los meses de invierno tienen muchos días soleados y en parte nublados, con roturas frecuentes entre las tempestades de lluvia. El terreno local no es idóneo para los tornados, las tempestades severas y a las tormentas de truenos. El clima local sustenta una vegetación de chaparral y bioma de  prados, con encinos en elevaciones más altas.

## Transporte
San Martín es adyacente a la autopista sin peaje, U.S. Route 101, y es la localización de un aeropuerto, "South County Airport" aeropuerto del sur del condado de Santa Clara (E16), administrado por el condado de Santa Clara. Las necesidades del transporte público están solventadas por el Santa Clara Valley Transportation Authority (VTA) autobuses y la estación de interconexión de ferrocarril servida por Caltrain.